# Keegan Palmer
Keegan Palmer   (San Diego, 13 de març de 2003) és un patinador de monopatí australià especialitzat en la competició de parc i bicampió olímpic després de guanyar l'any 2021 als Jocs Olímpics d'Estiu de 2020 a Tòquio i als Jocs Olímpics d'Estiu de 2024 a París.

## Trajectòria
Palmer va néixer a San Diego, fill d'un pare amb doble nacionalitat australiana i estatunidenca, Chris, i d'una mare sud-africana, Cindy. Quan tenia un any es va traslladar amb la seva família de San Diego a la Gold Coast, a l'est d'Austràlia. Va començar a patinar als dos anys d'edat amb el seu pare al parc de patinatge d'Elanora i va participar per primera vegada a l'Open d'Austràlia als vuit anys. Va estudiar al King's Christian College i mentre es trobava a la Gold Coast també es va interessar per la pràctica del surf. Palmer va tornar a San Diego als 14 anys a la recerca d'una carrera professional en el món del monopatí.
El 2017, Palmer va guanyar la final del Dew Tour Am Bowl als 14 anys. El 2019 va quedar 4t al Campionat del Món a São Paulo. El 2020 va ser campió nacional d'Austràlia. El 2021 Palmer es va classificar per als Jocs Olímpics d'Estiu de Tòquio 2020, i el 5 d'agost de 2021 va guanyar la primera medalla d'or de l'esdeveniment en la modalitat de parc masculí.
Des de llavors, ha fet podi en diverses etapes dels X Games (1a posició a Japó 2023 i Ventura 2024, 2a posició a Califòrnia 2023). També l'any 2023 va ser 8è en el Campionat del Món, celebrat a Xarjah (Emirats Àrabs). El març de 2024, Palmer va aconseguir un rècord mundial no oficial de la distància més llarga recorreguda en un monopatí remolcat per un cotxe, quan va completar una distància de 52 quilòmetres a l'autòdrom de Calder Park Raceway, a Melbourne.
Palmer va defensar exitosament l'or olímpic de Tòquio, aconseguint la 1a posició de la competició de parc a París 2024.